# Bergamo o sia Notizie Patrie
Bergamo o sia Notizie Patrie era un almanacco annuale pubblicato a Bergamo dal 1815 al 1892.

## Storia
Bergamo o sia Notizie Patrie era il più diffuso tra gli almanacchi bergamaschi del secolo. Fondato nel 1815 da Carlo Facchinetti, che lo dirigerà fino alla morte, l'almanacco aveva l'obiettivo di "ravvivare nei bergamaschi l'amore per la propria città" e "far loro conoscere la storia, i costumi e le tradizioni di Bergamo".
I primi numeri erano stampati e venduti dalla tipografia familiare Sonzogni e Salvi di Bergamo, che sotto il dominio austriaco forniva gli stampati per tutti i comuni della provincia e decadde quando il Municipio abbandonò il centro storico. L'almanacco fu poi edito dalla Stamperia Mazzoleni, poi rilevata dalla Tipografia Pagnoncelli, una delle maggiori della città, che pubblicava anche gli Atti del Consiglio Comunale e la Gazzetta di Bergamo.

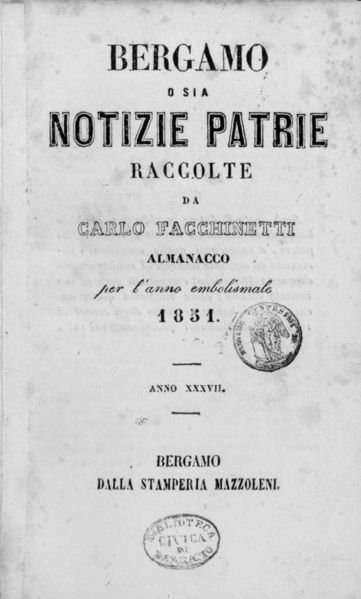
Frontespizio dell'edizione del 1831

Le 77 annate rappresentano ancora oggi una collezione inesauribile di notizie storiche e culturali sulla provincia. L'almanacco era rivolto a un pubblico di artigiani e contadini, un gruppo sociale ampio e disomogeneo che, pur essendo inurbato, restava per alcuni aspetti ancora legato alla cultura contadina. La classe media dell'epoca era estremamente eterogenea, con una forte commistione di attività rurali e artigianali e una marcata religiosità collettiva. Questo contesto sociale ha garantito da un lato una forte stabilità sociale in un secolo segnato da forti contrasti di classe, ma ha permesso anche scambi culturali duraturi tra le classi.
La struttura stessa dei volumi ricorda ancora quella dei vecchi lunari e calendari dei secoli precedenti: accanto a notizie patrie e locali troviamo curiosità storiche, calendari (con orari di levata del sole e lunazioni), previsioni del tempo e sulle stagioni dell'anno, eclissi, equinozi e solstizi. Vengono trattati anche argomenti più specifici: elenchi di cariche amministrative e religiose, motivi religiosi e morali, vite dei santi, motteggi, esempi edificanti, proverbi, sonetti e notizie erudite. La politica è assente, ma come in molte altre pubblicazioni dell'epoca rivolte alle classi popolari si insiste spesso sul connubio tra patria, Chiesa e civiltà.
I contenuti restano invariati fino alla seconda metà del secolo, quando gli almanacchi iniziano a rivolgere una maggiore attenzione alla vita sociale e alle istituzioni; la parte umoristica si riduce mentre aumentano i contenuti demagogici di stampo cattolico e nazionalista, come conseguenza della centralizzazione e dell'irrigidimento dottrinale della Chiesa dopo l'unificazione e della politica culturale dell'epoca di Francesco Crispi. Secondo un modello molto comune nella stampa popolare dell'epoca, i valori etici e sociali proposti sono modestia, religiosità, rispetto delle leggi, risparmio e fedeltà, ai quali nel corso del secolo si aggiungeranno la fedeltà alla patria e alla nazione. A questo populismo autoritario si affianca progressivamente una celebrazione della laboriosità contadina e artigiana, in coerenza con la cultura populista dell'epoca, che vede nel "popolo" legato al concetto di nazionalità il portatore di valori e modelli positivi, nei quali convergono una componente etica (naturalità, semplicità, modestia) ed etnica (continuità della cultura e della tradizione, omogeneità culturale).
Tra gli storici che collaboravano all'almanacco, quasi sempre anonimi, ricordiamo: Angelo Mazzi, Gabriele Rosa, Antonio Tiraboschi, Gabriele Dossi, Pasino Locatelli, il conte Carlo Lochis, Elia Zerbini e il canonico Giovanni Maria Finazzi.
Dopo un ventennio di crisi (dovuta a questioni politiche e forse a contrasti personali con i sostenitori), la Tipografia Pagnoncelli viene liquidata nel 1892, ponendo fine alla pubblicazione dell'almanacco.
L'almanacco milanese Nipote di Vesta-Verde, pubblicato dal 1848 al 1859, si ispirava a quello bergamasco. Le edizioni erano curate da Cesare Correnti, Carlo Tenca, Achille Mauri e Tullo Massarani.

## Firme
- Giovanni Maria Finazzi
- Angelo Mazzi
- Gabriele Rosa
- Antonio Tiraboschi